# Francesca Amato
Francesca Amato (Napoli, 17 luglio 1989) è una pugile italiana.

## Carriera
Francesca Amato inizia a praticare il pugilato all'età di 14 anni a Napoli, sua città natale. Nel 2014 ottiene il suo primo titolo italiano nei 69 kg e lo stesso anno entra a far parte del Centro sportivo olimpico dell'Esercito. Partecipa ai campionati mondiali 2014 svolti a Jeju, in Corea del Sud, non riuscendo a superare i preliminari dei pesi medi. 
Prende parte ai Giochi europei di Baku 2015, venendo eliminata al primo turno nella categoria 75 kg. Nel gennaio 2016 viene sospesa per positività al diuretico furosemide. L'anno successivo passa a gareggiare nel Team Boxe Roma XI.
Disputa i campionati mondiali di Nuova Delhi 2018 perdendo ai sedicesimi di finale dei 64 kg contro la cinese Dou Dan. Si laurea campionessa europea dei pesi superleggeri ai campionati di Alcobendas 2019 sconfiggendo in finale la polacca Aneta Rygielska.

## Palmarès
- Europei

Alcobendas 2019: oro nei 64 kg.